# 離婚シンドローム
『離婚シンドローム〜妻に今すぐ出て行って!と言われたら〜』（りこんシンドローム つまにいますぐでていってといわれたら）は、2010年6月30日の21:00 - 22:48(JST)に日本テレビ放送網系列にて放送された、単発スペシャルのテレビドラマ。視聴率10.9%。
平穏な生活を送っていると思っていた夫が、いきなり妻から離婚届を突きつけられたら…。
ドラマは、離婚の危機にある3組の夫婦と、夫婦の問題解決に奔走するバツ2の結婚問題カウンセラーを通して、夫婦のありかたを描く。

## キャスト
- 渡辺貴美子：中谷美紀
- 小林明：田中聖 (当時KAT-TUN)
- 演出家・永井：山崎樹範
- 伊藤さゆり：釈由美子
- 伊藤光俊：市川亀治郎
- 光俊の母：山村美智
- 田中勉：山本太郎
- 田中華子：柴本幸
- 華子の母（回想）：小林麻子
- 華子の父（回想）：松永博史
- 加藤弁護士：東根作寿英
- 久保田弁護士：金田明夫
- あるカップル：フォーリンラブ
- 結婚式司会者：森圭介
- 裁判長：伊藤正之
- 鈴木敏夫：石坂浩二
- 鈴木静子：風吹ジュン
- 真山圭子：余貴美子
- 伊藤アリサ：小林星蘭
- 池田心雪
- 石橋宇輪
- 太田有美
- 佐々木崇雄
- 西沢仁太
- 西村美香

## スタッフ
- 原案：吉池安恵『妻に今すぐ出て行って!と言われたら』(PHP研究所)
- 脚本：伴一彦
- 演出：佐久間紀佳
- 取材協力：岡野あつこ、太田実、あきカウンセリングクリニック
- スタントコーディネイター：釼持誠
- サウンドデザイン：石井和之
- 技術協力：池田屋
- 美術協力：日テレアート
- 照明協力：日本照明
- 編集・MA：映広
- スタジオ：日活撮影所
- チーフプロデューサー：櫨山裕子
- プロデュース：佐藤敦、大塚泰之
- 製作協力：日テレアックスオン
- 製作プロダクション：三城
- 製作著作：日テレ